# ゴンスケ
- 藤子不二雄 > 作品のキャラクター > ゴンスケ

ゴンスケとは、漫画家・藤子・F・不二雄（ゴンスケの初発表時は藤子不二雄）の作品に登場する、架空のロボットである。21エモンに芋掘りロボットとして初登場した。21エモン以外でもゴンスケの名前は出なくても、外見がそっくりなロボットが現在まで多くの藤子・F・不二雄作品の漫画、アニメにも登場している。

## 概要
円筒型の頭部（アゴおよび側頭部を除く）とT字型の胸部、さらに足の先が黒く、それ以外の部分はすべて金色。目は大きな白目を4分割するように十字のラインが入っている。手足が非常に細く、両手はマジックハンドのようなC型の形状になっている。首は360度連続回転可能である。誕生日は10月11日。
もともとは『21エモン』に登場するロボットであり、芋ほりロボットとして作られているが、つづれ屋のボーイとして勤務している。東北訛りに似た独特の口調と傍若無人ともいえる振る舞いが特徴である。相手が己の主人や要人であろうとその態度は変わることはない。サツマイモに対する情熱とこだわりは他の追随を許さないが、それ以外のことには非常にドライな面を持つ。金銭にはがめつく、宇宙旅行中に出会ったセールスマンに食料を法外な金額で売りつけたことがある。ただし、支払いに関してもきちっとしていないと気持ちが悪いらしく、無料でサービスしてもらったときに金を払おうとしたこともある。しかし、収穫したサツマイモに関しては、つづれ屋の宿泊客に出すことに金を要求する様子もなく、宇宙で遭難し食料が底を突いたときにも芋を食べるように促したりしている。
『21エモン』作中には、江戸時代のつづれ屋でゴンスケに酷似した人物が働いている描写もある。
藤本はゴンスケのキャラクターを気に入っていたようで、『21エモン』以外の作品にも登場させている。また藤本とコンビを組んでいた安孫子（のちの藤子不二雄Ⓐ）が執筆した漫画作品『ゴンスケ』にも登場したが、本人はゴンスケを題材に漫画を描いた事を記憶していないという。

## 収入
『21エモン』では、つづれ屋の従業員としてボーイの仕事をしてチップなどを得ている。また、つづれ屋で正式にチェックインし、客室を芋畑にして芋を栽培している。その芋を売って副収入を得ている。過去には、悪い人に騙されて何度か、文無しになったこともあるが、必ず最後には成功して大金持ちになるなど、お金を稼ぐことに関するセンスがうかがえる。

## 登場する漫画作品
ゴンスケが登場する漫画作品。
作品の横に◎が付いているものは、他の『21エモン』のキャラクターも登場した作品（21エモン#他作品への出演も参照）。

『ドラえもん のび太と銀河超特急』のみ藤子・F・不二雄名義。それ以外はすべて藤子不二雄名義で発表。

### 藤本作品
『21エモン』（1968）
初出の作品。
『ウメ星デンカ』（1968）
「スーパーゴンスケ号S」という名でレギュラーキャラクターとして登場。
『ドジ田ドジ郎の幸運』（1970）
短編作品。「宇宙合目的調整機構統計局均整課偶然係長」として登場。
大長編『ドラえもん のび太と銀河超特急』（1995） ◎
5エモン時代の従業員の姿で登場している。

### 安孫子作品
『ゴンスケ』（1970）
1970年9月6日から9月27日付の東京タイムズ・福島民報・北海道新聞・宮崎日日新聞で週1回連載、全4話。単行本化されていない。

## アニメ

### 登場するアニメ作品
以下の他、小池さんと同様にセリフ無しでのモブシーンのみも登場も含めると膨大な数となる。以下、台詞があったり、特殊な形で登場した例。作品の横に◎が付いているものは、他の『21エモン』のキャラクターも登場した作品（21エモン#他作品への出演も参照）。
『ドラえもん』
藤子・F・不二雄作品の中でも最もアニメの放送期間や連載期間の長い作品のため、ゴンスケの登場回数も多い。工場の職員または運搬員（ナンバープレートはGONSUKE）として登場することが多い。
映画『ドラミちゃん ミニドラSOS!!!』
冒頭の未来デパートからの宅配タイムマシンを操縦して配達している。のび太（少年期）の注文書の書体のひどさに、呆れ、宇宙空間から現代ではなく未来の野比家に向けてミニドラの収納されたケースを投げ捨てるように送ってしまう。
映画『ドラミ&ドラえもんズ ロボット学校七不思議!?』 ◎
エンディングのドラミの卒業式に登場。
映画『ザ☆ドラえもんズ おかしなお菓子なオカシナナ?』 ◎
オカシナナコンテストの出場者として登場。21エモンとモンガーも登場している。
映画『ドラミ&ドラえもんズ 宇宙ランド危機イッパツ!』 ◎
警備隊員ピノが探し物をするシーンで、ガラクタ（ぬいぐるみ）の1つとして登場。
映画『トキメキソーラーくるまによん』
馬車と蒸気機関の時代に登場。
『ドラえもん』 「天の川鉄道の夜」（2009年3月6日）
ドラえもんが落とした「天の川鉄道乗車券」を使い呼び出した鉄道の車掌として登場。名前は作品中ゴンスケとは明かされず声優のクレジットも「車掌」。
『ドラえもん』 「走れドラえもん!銀河グランプリ」（2011年9月9日）
「ゴンスケ自転車」の店主としてゴンスケが登場。
映画『ドラえもん のび太とロボット王国』 ◎
未来デパートから送られてきたロボットとして登場。
映画『のび太と奇跡の島～アニマル アドベンチャー～』（2012）
ベレーガモンド島で働くロボット（ケリー博士の助手）として登場。
『ドラえもん』 「アリガトデスからの大脱走」（2012年9月7日）
ロボット囚人の一体として登場。
映画『のび太のひみつ道具博物館』
ひみつ道具博物館で働くロボットとして登場。
『ドラえもん』 「天才のび太の飛行船ゆうえんち」（2016年9月2日）
飛行船遊園地の操縦士として登場。
『ドラえもん』 「22世紀で夏休み」（2019年7月19日）
ハツメイカーで作ったロボットとして登場。大きさは通常の倍近くある。
『モジャ公』
アニメ版にレギュラーキャラクターとして登場。ただし、ロボットではなく宇宙船の人工知能である（かつては芋掘りロボットだったが、電子頭脳が宇宙船に移植されたという設定）。

### 声優
- 毒蝮三太夫（テレビアニメ『ウメ星デンカ』〈1969年〉）
- 肝付兼太（映画『21エモン 宇宙へいらっしゃい!』〈1981年〉、映画『ドラミちゃん ミニドラSOS!!!』〈1989年〉）
- 龍田直樹（テレビアニメ『21エモン』〈1991年 - 1992年〉、映画『21エモン 宇宙（そら）いけ!裸足のプリンセス』〈1992年〉、3DO用ソフト『ドラえもん 友情伝説ザ・ドラえもんズ』〈1995年〉、テレビアニメ『ドラえもん』〈2009年・2011年・2012年・2016年・2019年〉、映画『ドラえもん』〈2012年・2013年〉、藤子・F・不二雄ミュージアム･Fシアター各作品）
- 松尾銀三（映画『ウメ星デンカ 宇宙の果てからパンパロパン!』〈1994年〉）
- 緒方賢一（テレビアニメ『モジャ公』〈1995年 - 1997年〉）
- 島田敏（映画『ドラえもん のび太とロボット王国』〈2002年〉）

## ゲーム

### 登場するゲーム作品
ゲーム『ドラえもん 友情伝説ザ・ドラえもんズ』
3DO用ソフト。未来の世界などに登場。また、ゲームオリジナルのキャラクターとしてミニゴンスケも登場。